# Gerze

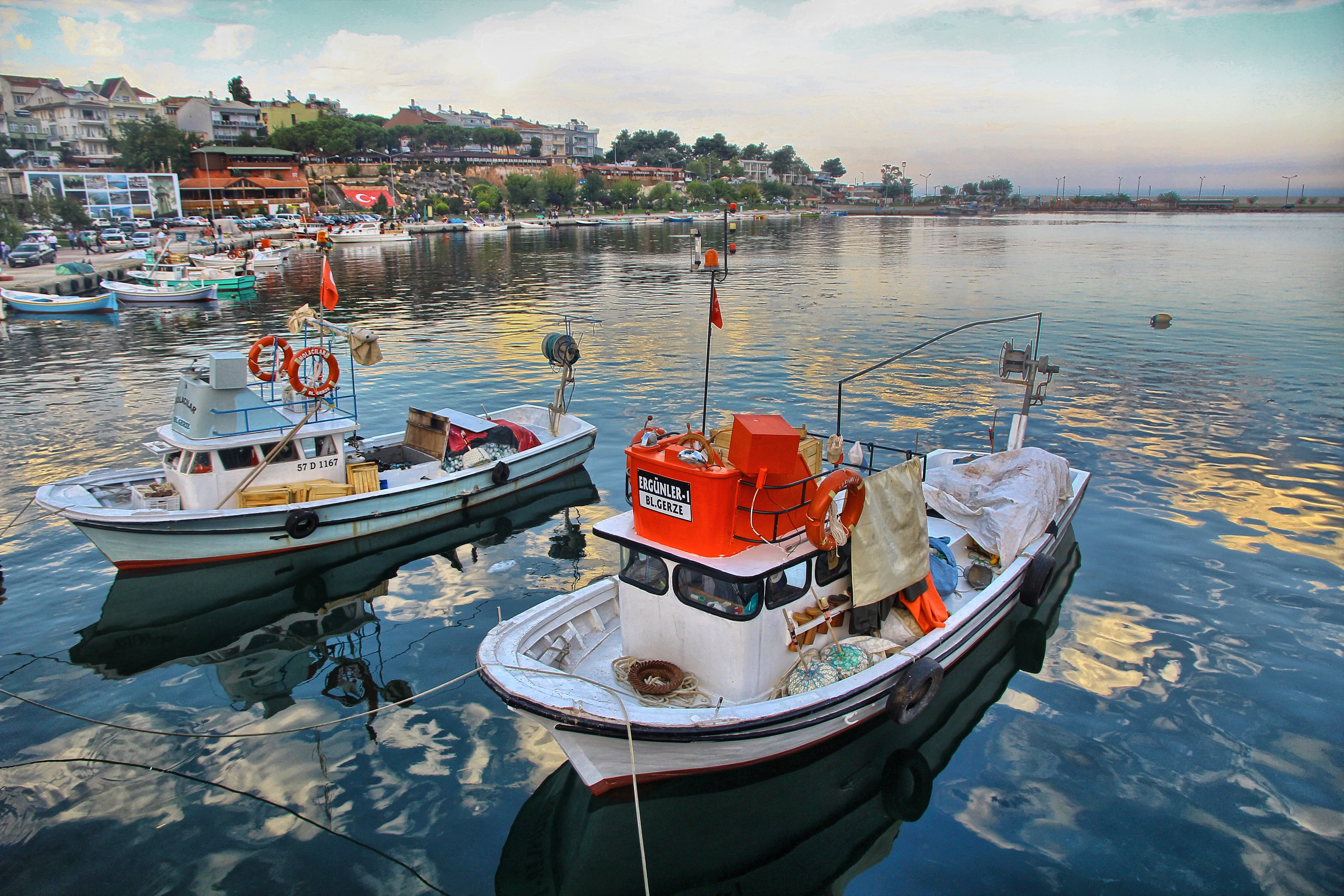
Gerze

Gerze ist eine Stadt und Hauptort des gleichnamigen Landkreises (İlçe) in der türkischen Provinz Sinop. Der Ort liegt etwa 25 Kilometer (37 Straßenkilometer) südlich der Provinzhauptstadt Sinop.
Der Landkreis liegt im Nordosten der Provinz am Schwarzen Meer. Er grenzt im Südosten an den Kreis Dikmen, im Südwesten an den Kreis Boyabat, im Nordwesten an den zentralen Landkreis, im Nordosten bildet das Schwarze Meer die natürliche Grenze.

## Stadt
Durch die Hafenstadt verläuft die Fernstraße D010, auch bekannt als Schwarzmeerküstenstraße (Karadeniz Sahil Yolu) die fast 1500 Kilometer parallel der Küste des Schwarzen Meeres folgt. Der Westen des Kreises wird auf etwa zehn Kilometern von der Fernstraße D785 gequert, die von der D010 bei Gerze abzweigend, nach Süden (Kırşehir) führt.
In den südlich gelegenen Hängen des Gebirges Küre Dağları entspringt der Sarmısak Çayı, der westlich von Gerze ins Meer mündet. Ihm fließt im Süden des Kreises der Zindan Çayı (auch Göllü Çay) zu.
Bei einem Stadtbrand im Jahre 1956 wurden über 1000 Häuser zerstört. Nach dem Wiederaufbau der Stadt (mit staatlicher Hilfe) war die historische Struktur für immer verloren.

## Landkreis
Der Kreis (bzw. Kaza als Vorgänger) bestand schon bei Gründung der türkischen Republik (1923). Zur ersten Volkszählung (im Oktober 1927) konnte er auf eine Einwohnerschaft von 34.352 (oder 20,13 % der Vilâyetbevölkerung von 170.624) verweisen, angesiedelt in 80 Ortschaften auf 1360 km² Fläche. Im Verwaltungssitz Guerzè (damalige an das französisch angepasste Schreibweise) wohnten 10,63 % der Kreisbevölkerung (3651 Einw.).
Ende 2020 bestand der Kreis aus der Kreisstadt und aus 42 Dörfern (Köy) mit durchschnittlich 218 Bewohnern. Die Skala der Einwohnerzahlen reicht von 830 (Yenikent) hinab bis auf 32 (Hizarçayı), 14 der Dörfer haben mehr Einwohner als der Durchschnitt. Die Bevölkerungsdichte liegt über dem Wert der Provinz, der urbane Bevölkerungsanteil liegt bei 67,22 Prozent.

## Persönlichkeiten
- Osman Pamukoğlu (* 1947), türkischer Politiker